# Seignosse
Seignosse é uma comuna francesa na região administrativa da Nova Aquitânia, no departamento Landes. Estende-se por uma área de 35,43 km². Em 2010 a comuna tinha 3 969 habitantes (densidade: 112 hab./km²).